# (4634) Shibuya
(4634) Shibuya es un asteroide perteneciente al cinturón de asteroides, descubierto el 16 de enero de 1988 por Masaru Inoue, y el también astrónomo Osamu Muramatsu desde el Yatsugatake-Kobuchizawa Observatory, Japón.

## Designación y nombre
Designado provisionalmente como 1988 BA. Fue nombrado Shibuya en homenaje a un distrito cultural de Tokio, donde existen una sala de conciertos, dos teatros, dos museos de arte y otros nueve centros educativos. Entre ellos se encuentra el planetario Gotoh y Museo Astronómico, visitado por 14 millones de personas desde su creación en el año 1957.

## Características orbitales
Shibuya está situado a una distancia media del Sol de 2,420 ua, pudiendo alejarse hasta 2,494 ua y acercarse hasta 2,347 ua. Su excentricidad es 0,030 y la inclinación orbital 5,849 grados. Emplea 1375 días en completar una órbita alrededor del Sol.

## Características físicas
La magnitud absoluta de Shibuya es 13,3. Tiene 6,433 km de diámetro y su albedo se estima en 0,229.